# Brutha
Brutha är en fiktiv rollfigur skapad av Terry Pratchett. Han förekommer i Små gudar.
Brutha är den Utvalde. Han är starkt religiös och tror på Den Store Guden Om. Hans minne är perfekt. Han har alla religiösa skrifter angående Om i minnet, och tror först, liksom de andra i Oms kyrka, att Skivvärlden är rund. Han lär sig också den samlade informationen i Efebes bibliotek. Han har en likhet med Jesus, både att han blir utvald och att han blir fäst på ett slags tortyrredskap som ska leda till hans död. Brutha fästes på en sköldpadda av metall som långsamt värmdes upp underifrån. I Bruthas fall överlever han dock.